# Kialonda Gaspar
Esmevanio Kialonda Gaspar (Dundo, 27 settembre 1997) è un calciatore angolano, difensore del Lecce e della nazionale angolana.

## Carriera

### Club
Nel 2018 esordisce con il Sagrada Esperança, nella massima divisione angolana, in cui totalizza 58 presenze e 4 reti fino al 2022. Vince il campionato nel 2020-2021 e una supercoppa nazionale nel 2022.
Il 1º agosto 2022 passa a titolo definitivo all'Estrela Amadora, squadra della seconda serie portoghese. Nella sua prima stagione con il club contribuisce alla promozione in massima serie, venendo anche incluso nella formazione ideale del torneo. Quindi, nell'annata seguente, raggiunge la salvezza in campionato insieme alla squadra.
Il 26 giugno 2024, viene annunciato il suo ingaggio a titolo definitivo da parte del Lecce, in Serie A, a partire dal 1º luglio 2024, per circa due milioni di euro, più il 10% di una futura rivendita a favore dell'Estrela. Il giocatore firma quindi un contratto triennale, con opzione per due ulteriori stagioni. Debutta con il club salentino il 12 agosto 2024, segnando la sua prima rete nel successo per 2-1 sul Mantova in Coppa Italia. Sette giorni dopo esordisce anche in Serie A, nella sconfitta casalinga contro l'Atalanta (0-4). Dopo aver disputato da titolare i primi mesi del campionato, il 7 dicembre 2024, durante la partita in casa della Roma, subisce un infortunio che lo costringe a rimanere lontano dai campi per due mesi.

### Nazionale
Debutta con la nazionale angolana il 14 novembre 2020, nella partita pareggiata a reti bianche contro la Repubblica Democratica del Congo, valida per le qualificazioni alla Coppa d'Africa 2021.
Convocato dal CT Pedro Gonçalves per la Coppa d'Africa 2023, disputa tutte le cinque partite dell'Angola, eliminata ai quarti di finale dalla Nigeria.

## Statistiche

### Presenze e reti nei club
Statistiche aggiornate al 27 aprile 2025.
| Stagione                 | Squadra                  | Campionato               | Campionato | Campionato | Coppe nazionali | Coppe nazionali | Coppe nazionali | Coppe continentali | Coppe continentali | Coppe continentali | Altre coppe | Altre coppe | Altre coppe | Totale | Totale | Totale |
| Stagione                 | Squadra                  | Comp                     | Pres       | Reti       | Comp            | Pres            | Reti            | Comp               | Pres               | Reti               | Comp        | Pres        | Reti        | Pres   | Reti   |        |
| ------------------------ | ------------------------ | ------------------------ | ---------- | ---------- | --------------- | --------------- | --------------- | ------------------ | ------------------ | ------------------ | ----------- | ----------- | ----------- | ------ | ------ | ------ |
| 2018-2019                | Sagrada Esperança        | G                        | ?          | ?          | CA              | ?               | ?               | -                  | -                  | -                  | -           | -           | -           | ?      | ?      |        |
| 2019-2020                | Sagrada Esperança        | G                        | ?          | ?          | CA              | ?               | ?               | -                  | -                  | -                  | -           | -           | -           | ?      | ?      |        |
| 2020-2021                | Sagrada Esperança        | G                        | 22         | 1          | CA              | ?               | ?               | CCC                | 1                  | 0                  | -           | -           | -           | 23     | 1      |        |
| 2021-2022                | Sagrada Esperança        | G                        | 2          | 0          | CA              | ?               | ?               | CCL                | 9                  | 0                  | SA          | 1           | 0           | 11     | 0      |        |
| Totale Sagrada Esperança | Totale Sagrada Esperança | Totale Sagrada Esperança | 58         | 4          |                 | ?               | ?               |                    | 10                 | 0                  |             | 1           | 0           | 69     | 4      |        |
| 2022-2023                | Estrela Amadora          | LP2                      | 30+2       | 1+0        | CP+CdL          | 1+0             | 0               | -                  | -                  | -                  | -           | -           | -           | 33     | 1      |        |
| 2023-2024                | Estrela Amadora          | PL                       | 27         | 1          | CP+CdL          | 2+1             | 0               | -                  | -                  | -                  | -           | -           | -           | 30     | 1      |        |
| Totale Estrela Amadora   | Totale Estrela Amadora   | Totale Estrela Amadora   | 57+2       | 2          |                 | 4               | 0               |                    | -                  | -                  |             | -           | -           | 63     | 2      |        |
| 2024-2025                | Lecce                    | A                        | 20         | 0          | CI              | 2               | 1               | -                  | -                  | -                  | -           | -           | -           | 22     | 1      |        |
| Totale carriera          | Totale carriera          | Totale carriera          | 137        | 6          |                 | 6               | 1               |                    | 10                 | 0                  |             | 1           | 0           | 156    | 8      |        |

### Cronologia presenze e reti in nazionale
| Cronologia completa delle presenze e delle reti in nazionale ― Angola | Cronologia completa delle presenze e delle reti in nazionale ― Angola | Cronologia completa delle presenze e delle reti in nazionale ― Angola | Cronologia completa delle presenze e delle reti in nazionale ― Angola | Cronologia completa delle presenze e delle reti in nazionale ― Angola | Cronologia completa delle presenze e delle reti in nazionale ― Angola | Cronologia completa delle presenze e delle reti in nazionale ― Angola | Cronologia completa delle presenze e delle reti in nazionale ― Angola |
| Data                                                                  | Città                                                                 | In casa                                                               | Risultato                                                             | Ospiti                                                                | Competizione                                                          | Reti                                                                  | Note                                                                  |
| --------------------------------------------------------------------- | --------------------------------------------------------------------- | --------------------------------------------------------------------- | --------------------------------------------------------------------- | --------------------------------------------------------------------- | --------------------------------------------------------------------- | --------------------------------------------------------------------- | --------------------------------------------------------------------- |
| 14-11-2020                                                            | Kinshasa                                                              | RD del Congo                                                          | 0 – 0                                                                 | Angola                                                                | Qual. Coppa d'Africa 2021                                             | -                                                                     |                                                                       |
| 17-11-2020                                                            | Luanda                                                                | Angola                                                                | 0 – 1                                                                 | RD del Congo                                                          | Qual. Coppa d'Africa 2021                                             | -                                                                     |                                                                       |
| 25-3-2021                                                             | Bakau                                                                 | Gambia                                                                | 1 – 0                                                                 | Angola                                                                | Qual. Coppa d'Africa 2021                                             | -                                                                     | 16’                                                                   |
| 29-3-2021                                                             | Luanda                                                                | Angola                                                                | 2 – 0                                                                 | Gabon                                                                 | Qual. Coppa d'Africa 2021                                             | -                                                                     | 84’                                                                   |
| 8-10-2021                                                             | Benguela                                                              | Angola                                                                | 3 – 1                                                                 | Gabon                                                                 | Qual. Mondiali 2022                                                   | -                                                                     |                                                                       |
| 11-10-2021                                                            | Libreville                                                            | Gabon                                                                 | 2 – 0                                                                 | Angola                                                                | Qual. Mondiali 2022                                                   | -                                                                     |                                                                       |
| 12-11-2021                                                            | Benguela                                                              | Angola                                                                | 2 – 2                                                                 | Egitto                                                                | Qual. Mondiali 2022                                                   | -                                                                     |                                                                       |
| 16-11-2021                                                            | Bengasi                                                               | Libia                                                                 | 1 – 1                                                                 | Angola                                                                | Qual. Mondiali 2022                                                   | -                                                                     |                                                                       |
| 26-3-2022                                                             | Benguela                                                              | Angola                                                                | 3 – 2                                                                 | Guinea-Bissau                                                         | Amichevole                                                            | -                                                                     |                                                                       |
| 29-3-2022                                                             | Benguela                                                              | Angola                                                                | 0 – 0                                                                 | Guinea Equatoriale                                                    | Amichevole                                                            | -                                                                     |                                                                       |
| 1-6-2022                                                              | Luanda                                                                | Angola                                                                | 2 – 1                                                                 | Rep. Centrafricana                                                    | Qual. Coppa d'Africa 2023                                             | -                                                                     |                                                                       |
| 5-6-2022                                                              | Antananarivo                                                          | Madagascar                                                            | 1 – 1                                                                 | Angola                                                                | Qual. Coppa d'Africa 2023                                             | -                                                                     |                                                                       |
| 5-7-2022                                                              | Umlazi                                                                | Angola                                                                | 3 – 1                                                                 | Comore                                                                | Coppa COSAFA 2022 - 1º turno                                          | -                                                                     |                                                                       |
| 7-7-2022                                                              | Umlazi                                                                | Angola                                                                | 3 – 0                                                                 | Seychelles                                                            | Coppa COSAFA 2022 - 1º turno                                          | -                                                                     | 84’                                                                   |
| 10-7-2022                                                             | Umlazi                                                                | Botswana                                                              | 1 – 0                                                                 | Angola                                                                | Coppa COSAFA 2022 - 1º turno                                          | -                                                                     |                                                                       |
| 17-11-2022                                                            | Soweto                                                                | Angola                                                                | 1 – 1                                                                 | Botswana                                                              | Amichevole                                                            | -                                                                     |                                                                       |
| 20-11-2022                                                            | Mbombela                                                              | Sudafrica                                                             | 1 – 1                                                                 | Angola                                                                | Amichevole                                                            | -                                                                     |                                                                       |
| 23-3-2023                                                             | Kumasi                                                                | Ghana                                                                 | 1 – 0                                                                 | Angola                                                                | Qual. Coppa d'Africa 2023                                             | -                                                                     |                                                                       |
| 27-3-2023                                                             | Luanda                                                                | Angola                                                                | 1 – 1                                                                 | Ghana                                                                 | Qual. Coppa d'Africa 2023                                             | -                                                                     |                                                                       |
| 17-6-2023                                                             | Douala                                                                | Rep. Centrafricana                                                    | 1 – 2                                                                 | Angola                                                                | Qual. Coppa d'Africa 2023                                             | 1                                                                     |                                                                       |
| 7-9-2023                                                              | Lubango                                                               | Angola                                                                | 0 – 0                                                                 | Madagascar                                                            | Qual. Coppa d'Africa 2023                                             | -                                                                     | 41’                                                                   |
| 13-10-2023                                                            | Faro                                                                  | Angola                                                                | 1 – 1                                                                 | Mozambico                                                             | Amichevole                                                            | -                                                                     |                                                                       |
| 17-10-2023                                                            | Setúbal                                                               | Angola                                                                | 0 – 0                                                                 | RD del Congo                                                          | Amichevole                                                            | -                                                                     |                                                                       |
| 16-11-2023                                                            | Praia                                                                 | Capo Verde                                                            | 0 – 0                                                                 | Angola                                                                | Qual. Mondiali 2026                                                   | -                                                                     |                                                                       |
| 21-11-2023                                                            | Saint-Pierre                                                          | Mauritius                                                             | 0 – 0                                                                 | Angola                                                                | Qual. Mondiali 2026                                                   | -                                                                     |                                                                       |
| 6-1-2024                                                              | Dubai                                                                 | RD del Congo                                                          | 0 – 0                                                                 | Angola                                                                | Amichevole                                                            | -                                                                     |                                                                       |
| 10-1-2024                                                             | Dubai                                                                 | Bahrein                                                               | 0 – 3                                                                 | Angola                                                                | Amichevole                                                            | -                                                                     |                                                                       |
| 15-1-2024                                                             | Bouaké                                                                | Algeria                                                               | 1 – 1                                                                 | Angola                                                                | Coppa d'Africa 2023 - 1º turno                                        | -                                                                     |                                                                       |
| 20-1-2024                                                             | Bouaké                                                                | Mauritania                                                            | 2 – 3                                                                 | Angola                                                                | Coppa d'Africa 2023 - 1º turno                                        | -                                                                     |                                                                       |
| 23-1-2024                                                             | Yamoussoukro                                                          | Angola                                                                | 2 – 0                                                                 | Burkina Faso                                                          | Coppa d'Africa 2023 - 1º turno                                        | -                                                                     |                                                                       |
| 27-1-2024                                                             | Bouaké                                                                | Angola                                                                | 3 – 0                                                                 | Namibia                                                               | Coppa d'Africa 2023 - Ottavi di finale                                | -                                                                     |                                                                       |
| 2-2-2024                                                              | Abidjan                                                               | Nigeria                                                               | 1 – 0                                                                 | Angola                                                                | Coppa d'Africa 2023 - Quarti di finale                                | -                                                                     | 71’                                                                   |
| 22-3-2024                                                             | Agadir                                                                | Marocco                                                               | 1 – 0                                                                 | Angola                                                                | Amichevole                                                            | -                                                                     |                                                                       |
| 7-6-2024                                                              | Luanda                                                                | Angola                                                                | 1 – 0                                                                 | eSwatini                                                              | Qual. Mondiali 2026                                                   | -                                                                     | 38’                                                                   |
| 11-6-2024                                                             | Luanda                                                                | Angola                                                                | 1 – 1                                                                 | Camerun                                                               | Qual. Mondiali 2026                                                   | -                                                                     |                                                                       |
| 5-9-2024                                                              | Kumasi                                                                | Ghana                                                                 | 0 – 1                                                                 | Angola                                                                | Qual. Coppa d'Africa 2025                                             | -                                                                     |                                                                       |
| 8-9-2024                                                              | Talatona                                                              | Angola                                                                | 2 – 1                                                                 | Sudan                                                                 | Qual. Coppa d'Africa 2025                                             | -                                                                     |                                                                       |
| 11-10-2024                                                            | Luanda                                                                | Angola                                                                | 2 – 0                                                                 | Niger                                                                 | Qual. Coppa d'Africa 2025                                             | -                                                                     |                                                                       |
| 15-10-2024                                                            | Niamey                                                                | Niger                                                                 | 0 – 1                                                                 | Angola                                                                | Qual. Coppa d'Africa 2025                                             | -                                                                     |                                                                       |
| 15-11-2024                                                            | Talatona                                                              | Angola                                                                | 1 – 1                                                                 | Ghana                                                                 | Qual. Coppa d'Africa 2025                                             | -                                                                     |                                                                       |
| 18-11-2024                                                            | Bengasi                                                               | Sudan                                                                 | 0 – 0                                                                 | Angola                                                                | Qual. Coppa d'Africa 2025                                             | -                                                                     |                                                                       |
| 20-3-2025                                                             | Bengasi                                                               | Libia                                                                 | 1 – 1                                                                 | Angola                                                                | Qual. Mondiali 2026                                                   | -                                                                     |                                                                       |
| 25-3-2025                                                             | Luanda                                                                | Angola                                                                | 1 – 2                                                                 | Capo Verde                                                            | Qual. Mondiali 2026                                                   | -                                                                     |                                                                       |
| Totale                                                                |                                                                       | Presenze                                                              | 43                                                                    |                                                                       | Reti                                                                  | 1                                                                     |                                                                       |

## Palmarès

### Club

#### Competizioni nazionali
- Campionato angolano: 1

Sagrada Esperança: 2020-2021
- Supercoppa d'Angola: 1

Sagrada Esperança: 2021